# Descens de BTT
El descens de BTT (en anglès, downhill mountain biking) és un esport practicat amb bicicleta de muntanya i que inclou diferents modalitats: el cross country, el dual eslàlom o el trial, entre d'altres. El seu objectiu és posar a prova la velocitat i altres habilitats addicionals tals com evitar obstacles. El seu origen es remunta a la dècada del 1970 als Estats Units d'Amèrica.

## Història
La història oficial explica que les competicions de bicicleta de muntanya té el seu origen a finals dels anys 70, als turons del Mount Tamalpais, Califòrnia, EUA.
Un grup d'amics, fanàtics de les motocicletes, recorrien aquests turons, competint entre si en curses contrarellotge costa avall. En poc temps fou prohibida la circulació d'aquests vehicles, a causa de la contaminació i erosió que provocaven en el medi ambient.
Això no obstant, se les van enginyar per seguir practicant el seu esport preferit, però ara els descensos els feien amb bicicletes estàndard de passeig, després de pujar amb una camioneta. Com que les bicicletes no eren les apropiades, es produïen avaries en aquestes bicicletes tan rudimentàries i a més l'auxili motoritzat seguia sent perjudicial per a l'entorn. A poc a poc van anar experimentant amb diferents tipus de màquines, equips amb peces de motocicletes o fabricats per ells mateixos per fer una bicicleta més resistent a les condicions del terreny, a més, molts entusiastes d'aquell moment consideraven inadmissible la idea de pujar a camioneta i preferien fer-ho pels seus propis mitjans. Gary Fisher va ser un dels precursors d'aquesta idea, de manera que se les va enginyar per a adaptar a la seva bicicleta engranatges que li permetien pujar pedalant aquells turons.
D'aquesta manera s'aconseguia una independència total de les màquines contaminants i sorolloses, podent així practicar el seu esport amb tranquil·litat per aquells turons de Califòrnia.

## Modalitats
Gràcies a la gran versatilitat que proporciona la bicicleta de muntanya, hi ha diferents formes de practicar aquest esport, aquests són alguns exemples:

### Cross Country[3]

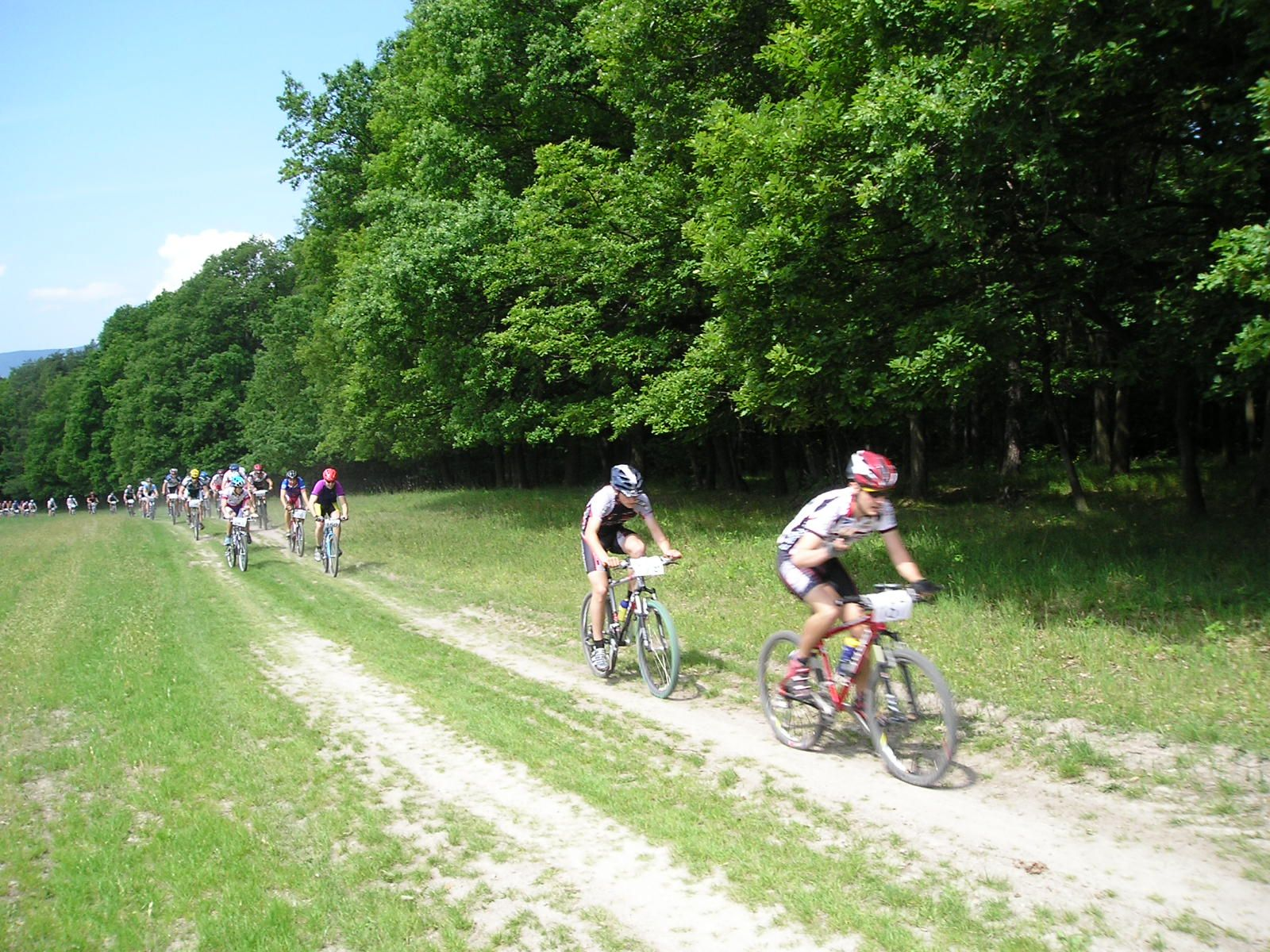
Carrera cross-country

És la modalitat més practicada, consisteix a fixar un recorregut d'un punt a un altre més o menys distant, per camins tot terreny: carreteres secundàries, camins, viaranys de bestiar, senders veïnals entre estades o també a camp a través i que tingui certa dificultat tècnica: pendents, descensos, creus de canals, rius. Aquesta varietat de paisatge fa del cross country l'estil preferit dels amants de l'aventura. Podem tenir referència del cross també, en les competències tipus ressò challenge, on el Mountain Bike és part important de la sèrie d'activitats que duen a terme els competidors.
Una altra opció del cross-country és la de recórrer un circuit on el començament és el mateix que el fi, amb diverses voltes. Aquesta modalitat és la que es veu en les competències de l'especialitat

### DescensDownhill[4]
Consisteix a baixar per un pendent tot terreny, el més ràpid possible. Aquesta modalitat és considerada com la més extrema i arriscada de totes. Aquest estil és molt popular en els països on tinguin altes muntanyes, principalment on es troben estacions d'esquí. A l'estiu quan la neu s'acaba, comença la diversió dels bikers.
Les bicicletes específiques per al descens tenen com a característica especial el posseir doble suspensió: davantera i posterior, frens de disc, com també un quadre extremadament resistent i cobertes més amples que les de cross per a una estabilitat i adherència extra.

### Dual Eslàlom[6]
Consta de dos camins relativament paral·lels entre si de la mateixa distància, en un trajecte curt, costa avall, sinuós, preparat "artificialment" amb obstacles: salts, peralts, corbes, desnivells. Es competeix de dos, amb l'objectiu d'evitar al més ràpidament possible tots els obstacles i arribar a la meta.
El seu avantatge, per part del públic que presència l'esdeveniment, és que pot observar tot el transcurs de la competència, sense necessitat de traslladar o esperar cert temps per veure el competidor, el que de vegades passa Ñ-en cross o downhill

### Assault Bikeo Urban Bike[7]
Bicicleta tot terreny a la ciutat, pot ser la millor definició.
Baixar les escales, esquivar el trànsit, saltar cordons, pujar murs, caminar amb un sola roda pel mitjà d'una transitada avinguda .... són les principals característiques. És un estil difícil de distingir entre el boig inconscient o biker extrem, la diferència està a tenir un total domini i control sobre la situació i la màquina, no oblidant-se de respectar a conductors i vianants. La diversió, el vertigen i l'adrenalina estan assegurats a la ciutat.

### Trial[8]
Inspirat en les clàssiques motos de trial, aquesta modalitat pot considerar com la variant artística de la BTT. Consisteix a salvar obstacles d'un recorregut particularment tècnic (a primera vista sembla impossible de realitzar), poden ser grans roques, troncs o obstacles artificials, tractant sempre de no recolzar el peu al pis. Es pot practicar amb una BTT convencional, la qual es modifica la part del seient, els pneumàtics i els frens. Aquesta disciplina exigeix molt equilibri i habilitat sobre la bicicleta.

### Free-ride[9]
El més extrem de la bicicleta de muntanya, però allunyat de tot circuit competitiu. Els free riders són persones amb una bona resistència física i un bon nivell de conducció, que estimen perdre's en les muntanyes durant diversos dies i pedalar per llocs verges, sense límits de temps ni recorregut. Com més inhòspit sigui el terreny i més extrems els descensos, millor.

## Competicions
- Copa Catalana de Descens - Sant Andreu de la Barca
- Copa Catalana de Descens - Torrelles de Llobregat
- Copa Catalana de Descens - Montblanc
- Copa Catalana de Descens - Cervià de les Garrigues
- GP Montblanc - COPA CATALANA DH.
- 2 dies de Llinars - Llinars del Vallès